# Rhodophiala
Rhodophiala és un gènere de plantes herbàcies perennes i bulboses. Pertany a la família Amaryllidaceae. Consta de 43 espècies que són plantes natives d'America.
Està distribuït des del sud del Brasil fins a l'Argentina i principalment Xile.

## Descripció
Té les fulles amb forma de cinta.

## Taxonomia
Aquest gènere va ser descrit per Karel Presl i publicat a Abhandlungen der Böhmischen Gesellschaft der Wissenschaften 3: 545. 1845.
Segons R. B. G de Kew.
- Rhodophiala advena (Ker Gawl.) Traub,[5] Xile.
- Rhodophiala ananuca (Phil.) Traub,[5] Xile.
- Rhodophiala andicola (Poepp.) Traub,[5] Xile Argentina (Neuquén).
- Rhodophiala andina Phil.,[6] Chile.
- Rhodophiala araucana (Phil.) Traub,[5] Chile y Argentina.
- Rhodophiala bagnoldii (Herb.) Traub,[7] Xile.
- Rhodophiala bakeri (Phil.) Traub,[5] Xile.
- Rhodophiala berteroana (Phil.) Traub,[7] Xile.
- Rhodophiala bifida (Herb.) Traub,[8] Brasil a Argentina (Buenos Aires).
- Rhodophiala biflora Phil.,[9] Chile.
- Rhodophiala chilensis (L'Hér.) Traub,[5] Chile.
- Rhodophiala cipoana Ravenna,[10] Brazil (Minas Gerais).
- Rhodophiala colonum (Phil.) Traub,[5] Chile.
- Rhodophiala consobrina (Phil.) Traub,[7] Xile.
- Rhodophiala flava (Phil.) Traub,[5] Xile.
- Rhodophiala fulgens (Hook.f.) Traub,[5] Xile.
- Rhodophiala gilliesiana (Herb.) ined. Chile y Argentina.
- Rhodophiala lineata (Phil.) Traub,[5] Xile.
- Rhodophiala maculata (L'Hér.) Ravenna,[11] Chile.
- Rhodophiala moelleri (Phil.) Traub,[7] Chile.
- Rhodophiala montana (Phil.) Traub,[5] Xile.
- Rhodophiala phycelloides (Herb.) Hunz.,[12] Xile.
- Rhodophiala popetana (Phil.) Traub,[5] des de Xile Central.
- Rhodophiala pratensis (Poepp.) Traub,[13] Xile.
- Rhodophiala rhodolirion (Baker) Traub,[5] Xile i Argentina (Mendoza).
- Rhodophiala rosea (Sweet) Traub,[5] Xile
- Rhodophiala splendens (Renjifo) Traub,[5] Xile.
- Rhodophiala tiltilensis (Traub & Moldenke) Traub,[7] Xile.